# Chiara Kreuzer
Chiara Kreuzer, geborene Hölzl (* 18. Juli 1997 in Schwarzach im Pongau) ist eine österreichische Skispringerin. Bei den Junioren-Weltmeisterschaften 2016 in Râșnov gewann sie den Titel im Einzelwettkampf der Juniorinnen. Im Gesamtweltcup der Saison 2019/20 belegte sie nach insgesamt sechs Einzelsiegen den zweiten Platz.

## Werdegang
Chiara Hölzl belegte bei ihrem Debüt im Skisprung-Continental-Cup am 14. August 2010 bei einem Springen in Bischofsgrün den 47. Platz. Weder beim Wettkampf am Folgetag, noch in der darauffolgenden Saison konnte sie unter die besten 30 springen und ist somit in der Gesamtwertung nicht erfasst. Erst in der Sommersaison 2012 sprang sie im norwegischen Lillehammer in die Punkteränge und belegte somit nach zwei Springen auf der Lysgårdsbakken in der Endwertung den 21. Platz.
Bei ihrem ersten Weltcupeinsatz kam Chiara Hölzl am 24. November 2012 in Lillehammer auf den 47. Platz. Ihren ersten Weltcuppunkt holte sie am 5. Jänner 2013 mit dem 30. Platz in Schonach. Anschließend konnte sie beim vorletzten Springen der Saison in Trondheim nochmals unter die besten 30 springen und sicherte sich mit dem 26. Rang weitere fünf Weltcuppunkte. Sie beendete ihre erste Weltcupsaison auf dem 51. Platz in der Gesamtwertung.
Bei den Nordischen Junioren-Skiweltmeisterschaften 2012 in Erzurum erreichte Hölzl im Einzel den 39. Platz sowie den neunten Rang im Mannschaftsspringen. Nach dem 13. Platz bei der Junioren-WM 2013 in Liberec, vier Podestplatzierungen im Alpencup und dem verletzungsbedingten Ausfall von Daniela Iraschko nominierte ÖSV-Cheftrainer Harald Rodlauer sie für die Nordischen Skiweltmeisterschaften im Val di Fiemme.

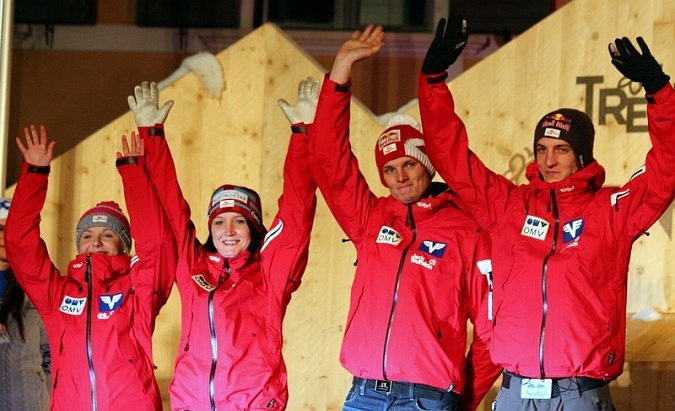
Siegerehrung in Val di Fiemme

Als jüngste Springerin, die jemals für den ÖSV bei einer Nordischen Skiweltmeisterschaft gestartet ist, erreichte die Goldeggerin beim Einzelspringen der Damen am 22. Februar 2013 in Predazzo den neunten Rang und wurde hinter der drittplatzierten Jacqueline Seifriedsberger zweitbeste Österreicherin.
Am 24. Februar 2013 gewann sie beim Mixed-Team-Wettbewerb mit ihren Mannschaftskollegen Thomas Morgenstern, Jacqueline Seifriedsberger und Gregor Schlierenzauer die Silbermedaille. Am 9. März 2013 sicherte sie sich in Ramsau am Dachstein den österreichischen Juniorinnen-Meistertitel. Der Wettbewerb war zugleich die letzte Station des Austria-Cups 2012/13, bei dem sie acht von zehn Springen und damit auch die Gesamtwertung gewonnen hat.
Zu Beginn des Grand Prix 2013 konnte sie in Hinterzarten und Courchevel keine Punkte erreichen. Im weiteren Verlauf war sie die einzige österreichische Athletin und erzielte mit dem vierten Rang in Nischni Tagil ihre beste Platzierung des Sommers. In der Gesamtwertung belegte sie mit 95 Punkten den 19. Platz.
Nach dem verletzungsbedingten Ausfall von Jacqueline Seifriedsberger wurde Hölzl neben Daniela Iraschko-Stolz in das Aufgebot für die Olympischen Winterspiele in Sotschi nominiert. Beim Springen von der Normalschanze belegte sie den 25. Rang.
Am 11. Jänner 2015 erreichte sie mit einem dritten Rang in Sapporo ihre erste Podestplatzierung in einem Weltcup-Springen. Am 5. Februar 2015 konnte sie bei der Junioren-WM in Almaty den dritten Platz erspringen und somit die Bronzemedaille gewinnen. Bei den Nordischen Skiweltmeisterschaften in Falun belegte sie im Einzel den 16. Platz.
In der Saison 2015/16 erreichte sie zwei weitere Podestplatzierungen im Weltcup mit jeweils dem dritten Rang in Nischni Tagil und Ljubno. Am 23. März 2016 wurde sie bei der Junioren-WM in Râșnov erstmals Junioren-Weltmeisterin. Einen Tag später holte sie im Mixed-Teamwettbewerb zusammen mit Claudia Purker, Maximilian Steiner und Janni Reisenauer die Silbermedaille. Den Gesamtweltcup beendete sie als Fünfte erstmals in den Top Ten.
Die Weltcup-Saison 2016/17 war weniger erfolgreich für sie. Ihre beste Platzierungen waren drei sechste Plätze, im Gesamtweltcup belegte sie den 13. Rang. Bei den Nordischen Skiweltmeisterschaften in Lahti wurde sie Zehnte von der Normalschanze.
Am 19. Jänner 2018 erreichte sie mit dem zweiten Platz in Zaō ihre bis dahin beste Platzierung in einem Weltcup-Springen. Nach diesem Ergebnis sowie weiteren Platzierungen in den Top 10 in der Saison 2017/18 nahm sie an den Olympischen Spielen in Pyeongchang teil und belegte im Einzelwettbewerb den elften Rang.
In der Weltcup-Saison 2018/19 konnte sie sich am 12. Jänner in Sapporo erstmals wieder unter den besten zehn platzieren und erreichte den zehnten Platz. Beim am 19. Jänner 2019 ausgetragenen Teambewerb auf der Normalschanze in Yamagata holte sie gemeinsam mit Eva Pinkelnig, Jacqueline Seifriedsberger und Daniela Iraschko-Stolz hinter dem deutschen Team den zweiten Platz. Am 3. Februar erreichte sie in Hinzenbach mit dem fünften Platz erstmals wieder ein Top-5-Resultat. Zwei Wochen später konnte sie beim Springen in Oberstdorf am 16. Februar diese Leistung wiederholen.
Bei den Nordischen Skiweltmeisterschaften 2019 in Seefeld in Tirol gewann Hölzl mit der Mannschaft, zu der auch Jacqueline Seifriedsberger, Eva Pinkelnig und Daniela Iraschko-Stolz gehörten, die Silbermedaille im Teamspringen hinter der deutschen Mannschaft. Im Einzelwettbewerb belegte sie Platz 26.
Nachdem Hölzl bereits mit zwei Podestplatzierungen in Lillehammer in die Weltcup-Saison 2019/20 gestartet war, gewann sie Mitte Dezember ihr erstes Weltcup-Springen in der Vogtland Arena von Klingenthal. Nach fünf weiteren Saisonsiegen und der zwischenzeitlichen Führung im Gesamtweltcup, belegte sie zum Saisonende den zweiten Platz hinter Maren Lundby aus Norwegen.
2021 gewann sie bei den Nordischen Skiweltmeisterschaften in Oberstdorf gemeinsam mit Daniela Iraschko-Stolz, Sophie Sorschag und Marita Kramer die Goldmedaille im Teambewerb auf der Normalschanze mit 1,4 Punkten Vorsprung auf das slowenische Team. Im Gesamtweltcup 2020/21 wurde sie als drittbeste Österreicherin Zehnte.
Chiara Kreuzer war Sportlerin des Heeressportzentrums des Österreichischen Bundesheers. Als Heeressportlerin trug sie derzeit den Dienstgrad Korporal.
Chiara Kreuzer ist derzeit aktive Polizeisportlerin.

## Persönliches
Am 8. Mai 2021 heiratete sie ihren Freund Philipp Kreuzer und nahm dessen Nachnamen an.

## Erfolge

### Weltcupsiege im Einzel
| Nr. | Datum             | Ort         | Typ           |
| --- | ----------------- | ----------- | ------------- |
| 1.  | 14. Dezember 2019 | Klingenthal | Großschanze   |
| 2.  | 25. Jänner 2020   | Râșnov      | Normalschanze |
| 3.  | 1. Februar 2020   | Oberstdorf  | Großschanze   |
| 4.  | 2. Februar 2020   | Oberstdorf  | Großschanze   |
| 5.  | 8. Februar 2020   | Hinzenbach  | Normalschanze |
| 6.  | 9. Februar 2020   | Hinzenbach  | Normalschanze |
| 7.  | 11. Februar 2023  | Hinzenbach  | Normalschanze |
| 8.  | 11. März 2023     | Oslo        | Großschanze   |

### Weltcupsiege im Team
| Nr. | Datum            | Ort          | Typ             |
| --- | ---------------- | ------------ | --------------- |
| 1.  | 18. Jänner 2020  | Yamagata     | Normalschanze 1 |
| 2.  | 22. Februar 2020 | Ljubno       | Normalschanze 1 |
| 3.  | 28. März 2021    | Tschaikowski | Normalschanze 2 |
| 4.  | 25. Februar 2022 | Hinzenbach   | Normalschanze 3 |
| 5.  | 14. Jänner 2023  | Yamagata     | Normalschanze 4 |

### Continental-Cup-Siege im Einzel
| Nr. | Datum            | Ort        | Typ         |
| --- | ---------------- | ---------- | ----------- |
| 1.  | 12. Februar 2022 | Brotterode | Großschanze |

### National
| Österreichische Meisterschaften | Österreichische Meisterschaften | Österreichische Meisterschaften | Österreichische Meisterschaften |
| ------------------------------- | ------------------------------- | ------------------------------- | ------------------------------- |
| Silber                          | 2015 in Tschagguns              | Silber im Einzel                |                                 |
| Gold                            | 2016 in Villach                 | Gold im Einzel                  |                                 |
| Gold                            | 2018 in Villach                 | Gold im Einzel                  |                                 |
| Bronze                          | 2019 in Bischofshofen           | Bronze von der Großschanze      |                                 |
| Gold                            | 2020 Bischofshofen              | Gold von der Großschanze        |                                 |

## Statistik

### Weltcup-Platzierungen
| Saison  | Platz | Punkte |
| ------- | ----- | ------ |
| 2012/13 | 51.   | 0006   |
| 2013/14 | 33.   | 0110   |
| 2014/15 | 18.   | 0185   |
| 2015/16 | 05.   | 0632   |
| 2016/17 | 13.   | 0387   |
| 2017/18 | 08.   | 0428   |
| 2018/19 | 10.   | 0644   |
| 2019/20 | 02.   | 1155   |
| 2020/21 | 10.   | 0308   |
| 2021/22 | 18.   | 0291   |
| 2022/23 | 06.   | 0924   |
| 2023/24 | 21.   | 0238   |
| 2024/25 | 39.   | 0041   |

### Grand-Prix-Platzierungen
| Saison | Platz | Punkte |
| ------ | ----- | ------ |
| 2013   | 19.   | 0095   |
| 2015   | 37.   | 0013   |
| 2016   | 10.   | 0080   |
| 2017   | 31.   | 0020   |
| 2018   | 07.   | 0148   |
| 2019   | 06.   | 0098   |
| 2021   | 30.   | 0050   |
| 2022   | 14.   | 0076   |
| 2024   | 61.   | 0002   |